# فطر قشر البرتقال
فطر قشر البرتقال أو أليوريا أورانتيا (الاسم العلمي: Aleuria aurantia) هو فطر لامع يشبه قشر البرتقال الملقى على الأرض ينتشر على نطاق واسع وصالح للأكل.

## الوصف

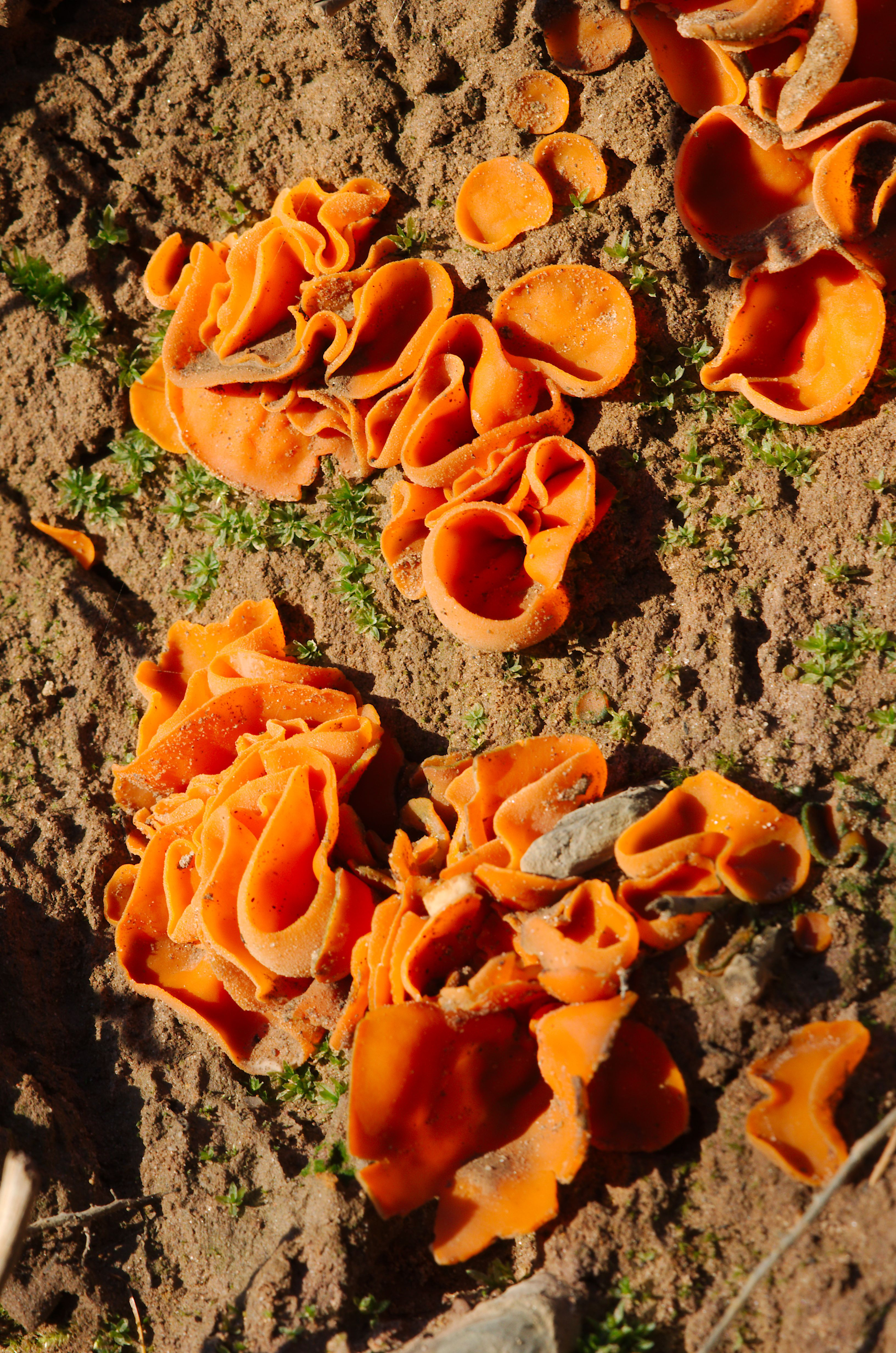
فطر قشر البرتقال

هو فطر شتوي يظهر بين شهري نوفمبر ومارس وفي أشهر الشتاء، يثمر في الأراضي الطينية العارية.

## الانتشار
ينمو فطر قشر البرتقال في جميع أنحاء أمريكا الشمالية، ويمكن العثور عليه أيضًا في جنوب تشيلي وأوروبا وفي هامبورغ في ألمانيا.